# زمینی‌سازی

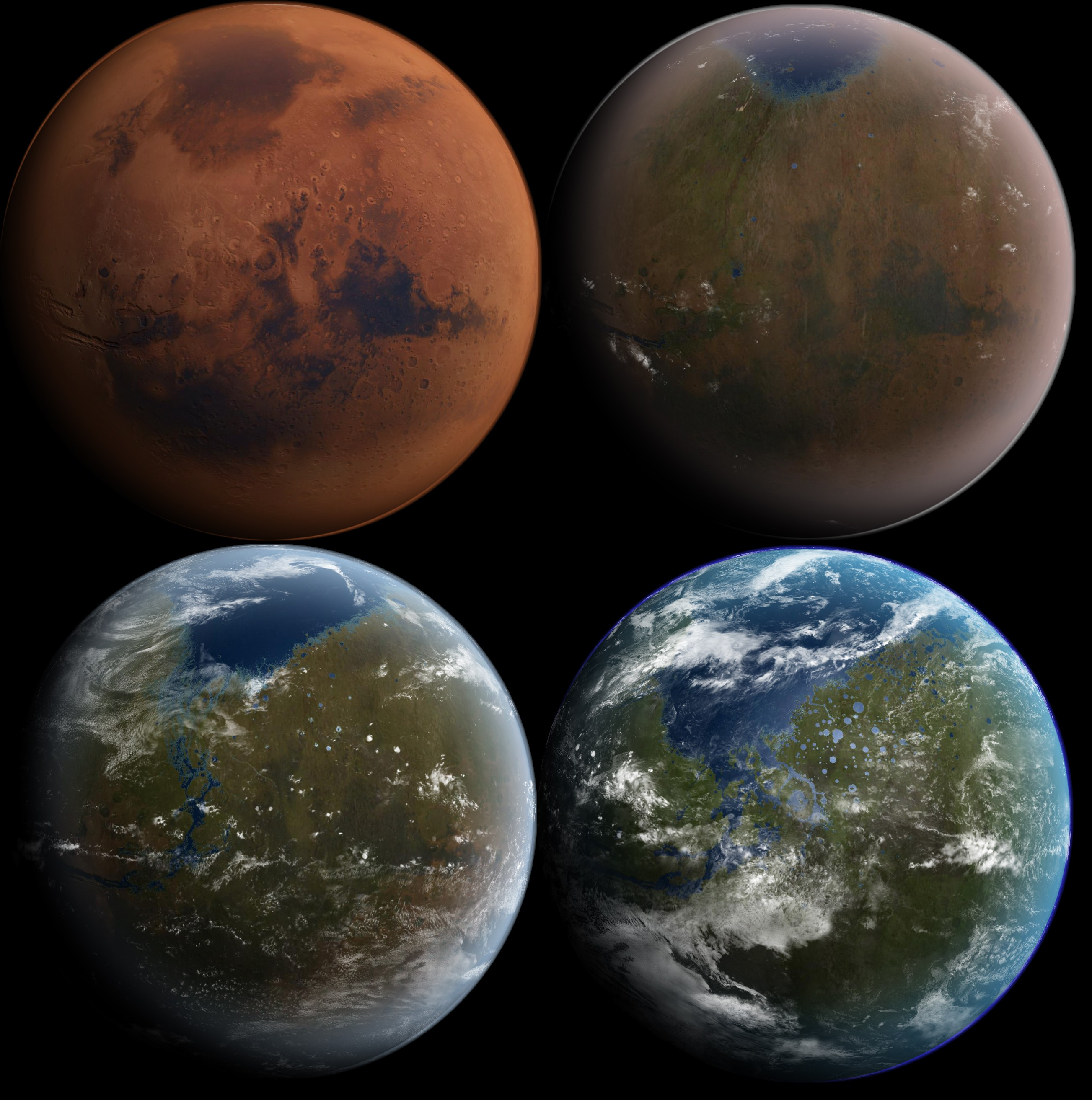
یک تصویر خیالی از چهار مرحله زمینی‌سازی مریخ.

زمینی‌سازی به آماده‌سازیِ جَو، دما، مکان‌نگاریِ پوسته یا بوم‌شناسیِ یک سیاره یا قمر به سبکِ کرهٔ زمین برای زندگی انسان می‌گویند.
طرح‌هایی وجود دارد که روند و فرایندِ تغییرِ درازمدتِ محیطِ سیارات، ماه‌ها و دیگر اجرام فضایی را پیشنهاد می‌کنند؛ بصورتی که جَو و خاک آن اجرام به صورتی درآیند تا سازگار با سکونتگاه‌های بشری گردند. زمینی‌سازی گونه‌ای از مهندسی سیارات است.

## پیشینه
مفهوم زمینی‌سازی هم از داستان‌های علمی-تخیلی و هم از محافل علمی ریشه می‌گیرد. سازندهٔ این اصطلاح احتمالاً جک ویلیامسون بوده‌است که در یکی از داستان‌ها در یک مجله آمریکایی علمی-تخیلی به نام «علمی-تخیلی حیرت‌آور» (Astounding Science Fiction) آن را به‌کار برده‌است. ولی خود مفهوم پیش از آن هم شناخته‌شده بود.
اولاف استپلدون در کتاب واپسین و نخستین انسان نمونه‌ای به‌دست می‌دهد که در آن سیارهٔ ناهید پس از جنگی طولانی و نابودگرانه با بومیانِ آن دستخوشِ تغییراتِ محیطی می‌شود.

### تئوری‌ها
کارل سیگن (ستاره‌شناس و فضانورد) در سال ۱۹۶۱، روشِ مهندسی سیاره‌ایِ زُهره را در مقاله‌ای در مجلهٔ ساینس  منتشر کرد. سیگن بذرپاشیِ جَوّ زُهره را با جلبک پیشنهاد کرد که آب، نیتروژن و دی اکسید کربن را به ترکیباتِ آلی تبدیل خواهد کرد.